# Saw (Hebräisch)
Saw (hebräisch זָב; dt. „Ausfluss“) bedeutet in der Fachsprache der Torah den Zustand der rituellen Unreinheit eines Mannes.

## Beschreibung
Diese Unreinheit ist entstanden durch Samenerguss im Fall von Gonorrhö. Die Bedingungen für die Reinigung von ritueller Unreinheit des זָב (Saw; dt. „Ausfluss“) umfassen sieben Tage ohne Samenerguss, folgende Ablution und das Darbringen von Korbanot.
Aufgrund der Bestimmungen von tumʾah und taharah kann der saw eine טוּמְאַת מִדְרָס („tumʾat midras“) erzeugen, d. h., die eigene rituelle Unreinheit übertragen und weitergeben. Der Betroffene darf den Tempelberg nicht mehr betreten.

## Etymologie
Der hebräische Verbstamm von suw (hebräisch זוּב) lautet im Kal sawa (זָבָה) und meint „fließend“ (vgl. „ein Land, in dem Milch und Honig fließen“).

## Hebräische Bibel
Die ersten Gebote bezüglich des saw wurden den Israeliten im zweiten Jahr nach dem Auszug aus Ägypten verliehen.

„Gebiete den Kindern Israel, dass sie aus dem Lager tun alle Aussätzigen und alle, die Eiterflüsse haben und die an Toten unrein geworden sind.“

## Rabbinische Interpretation
Maimonides beschreibt den Zustand des saw als Schwächung des männlichen Fortpflanzungssystems, obwohl die allgemeine Gesundheit des Mannes gut sei. Das Sperma des sonst gesunden Mannes fließt ohne Erregung, Erektion oder Vergnügen ab. Der Abfluss hat einen rötlichen Farbton und eine dünne Konsistenz.
Abraham ibn Esra erwähnt, dass der Zustand des saw entweder einen anomalen Abfluss oder aber auch den vollständigen Verlust der Ejakulationsfähigkeit bedeuten kann.